# Koulikoira
Koulikoira (auch: Kolkoïré, Kouli Koira, Koulikoiré, Kouli Kouara) ist ein Dorf in der Landgemeinde Gothèye in Niger.

## Geographie
Das von einem traditionellen Ortsvorsteher (chef traditionnel) geleitete Dorf befindet sich rund acht Kilometer östlich von Gothèye, dem Hauptort der gleichnamigen Landgemeinde, die zum gleichnamigen Departement Gothèye in der Region Tillabéri gehört. Koulikoira liegt am Fluss Dargol, wenige Kilometer vor dessen Mündung in den Strom Niger. Die Siedlung ist Teil der Übergangszone zwischen Sahel und Sudan.

## Geschichte

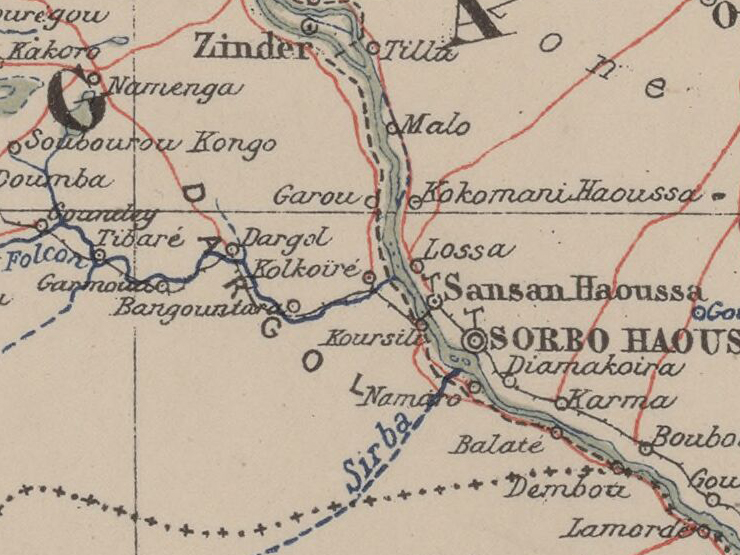
Ausschnitt einer Karte von 1903 mit Koulikoira (Kolkoïré) im Zentrum

Die Hilfsorganisation World Vision unterhielt während der Dürreperiode von 2012 ein Zentrum gegen Unterernährung im Dorf.

## Bevölkerung
Bei der Volkszählung 2012 hatte Koulikoira 5413 Einwohner, die in 735 Haushalten lebten. Bei der Volkszählung 2001 betrug die Einwohnerzahl 4695 in 575 Haushalten und bei der Volkszählung 1988 belief sich die Einwohnerzahl auf 1972 in 271 Haushalten.
Koulikoira ist eine Songhai-Siedlung.

## Kultur
Hier leben verhältnismäßig viele Djesseré, eine besondere Art von Erzählern, die historische Überlieferungen in langen Vorträgen weitergeben. Gemäß dem traditionellen Glauben in den Songhai-Gebieten haust in Koulikoira wie an einigen anderen Orten das Geistwesen gorou gondi, das die Form einer Wasserschlange annimmt. In Koulikoira hat die Schlange den Namen Toula oder Toulé.

## Wirtschaft und Infrastruktur
Der Markttag des Wochenmarkts in Koulikoira ist Mittwoch. Gehandelt werden vor allem Matten, die für tatara genannte Einzäunungen Verwendung finden, ferner Gemüse wie Zwiebeln und Kartoffeln, das am Fluss angebaut wird.
Im Dorf gibt es mit einem Centre de Santé Intégré ein einfaches Gesundheitszentrum, das durch Spenden aus der Bevölkerung ausgebaut wurde. Der CEG Koulikoira ist eine Schule der Sekundarstufe des Typs Collège d’Enseignement Général.
Durch den Ort verläuft die 143,9 Kilometer lange Nationalstraße 39 nach Fonéko Tédjo.